# ドメニコ・ガロ
ドメニコ・ガロ（ガッロ、ガルロ、Domenico Gallo, 1730年 - 1768年？）は、イタリアの作曲家にしてヴァイオリニスト。

## 人物
生まれはヴェネツィア。教会音楽とソナタを作曲した。もしかしたらヴァイオリン協奏曲も作曲したかも知れない。
ガロの作品はジョヴァンニ・バッティスタ・ペルゴレージのものと間違われていた。その中にはストラヴィンスキーの『プルチネルラ』のベースになったソナタも含まれている。

## 作品
- 12のトリオ・ソナタ（2つのヴァイオリンと通奏低音のための12のソナタ） - 第1番 ト長調、第2番 変ロ長調、第3番 ハ短調、第4番 ト短調、第5番 ハ長調、第6番 ニ長調、第7番 ト短調、第8番 変ホ長調、第9番 イ長調、第10番 ヘ長調、第11番 ニ短調、第12番 ホ長調

『プルチネルラ』には、ソナタ第1番の第1楽章が「序曲」に使われた。他にも、第2番第1楽章、第8番第1楽章、第3番第3楽章、第7番第3楽章が使用された。

## レコーディングされた作品
- Gallo: 12 Trio Sonatas - パルナッシ・ムジチ（Cpo Records、2000年）トリオ・ソナタ全曲 音源
- ストラヴァガンツァ・ナポレターネ Stravaganze Napoletane - ロンドン・バロック（BIS、2004年）トリオ・ソナタ第1番のみ
- Pergolesi: Salve Regina - ファビオ・ビオンディ指揮、エウローパ・ガランテ（Naive、2007年）トリオ・ソナタ第1番&第2番のみ
- Lo Specchio Ricomposto: Le Miroir Recompos・- Dulcimer（Stradivarius、2004年）トリオ・ソナタ第10番のみ
- Rondeaux Royaux（Favourite Baroque Classics） - （Hyperion、1993年/1999年）トリオ・ソナタ第1番のみ